# Cruz de Fassaroe

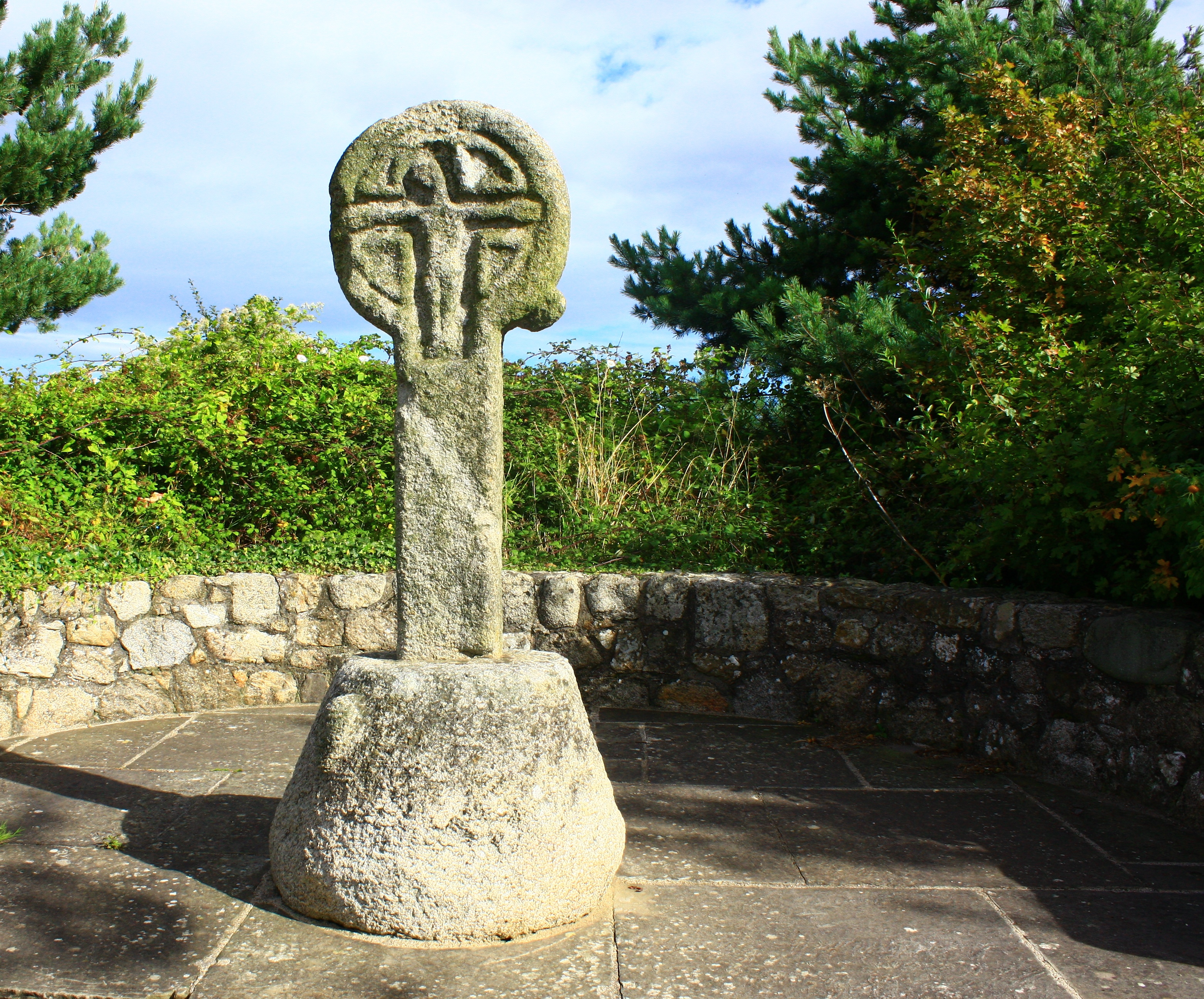
Cruz de Fassaroe

La Cruz de Fassaroe (en inglés: Fassaroe Cross), también conocida como St. Valery's Cross, es una cruz medieval (high cross) clasificada como monumento nacional localizada cerca de Bray, Condado de Wicklow, Irlanda.

## Localización
La cruz de Fassaroe está localizada al oeste de Bray, justo al lado de la rotonda de Berryfield Lane, 500 m (546,8 yd) al noroeste del río Bray.

## Historia

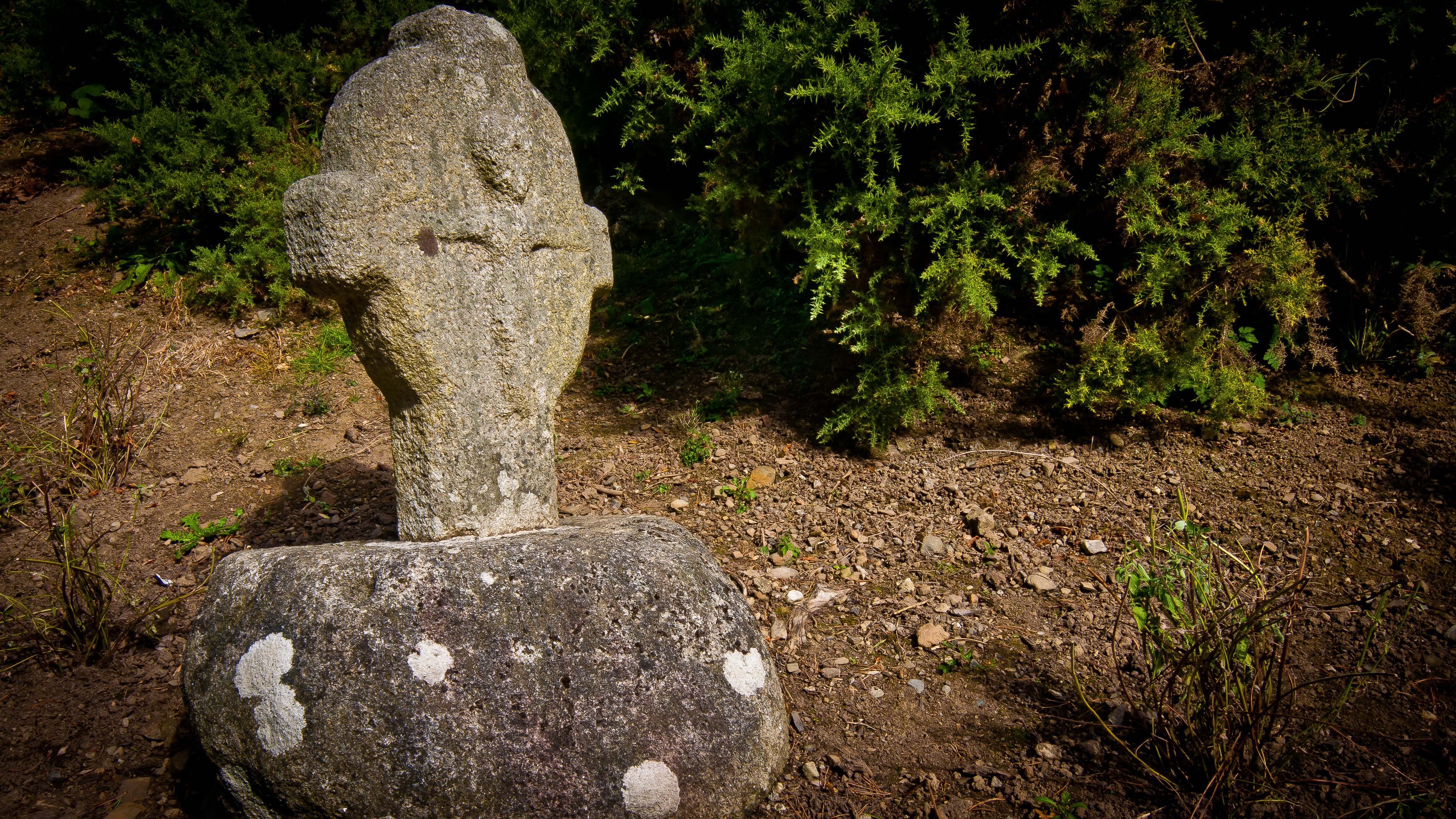
La "Little Cross" en Rathmichael, una de las cruces de Fassaroe

La cruz originalmente se encontraba en Ballyman (aproximadamente 1,6 km (1 mi) al NNO del sitio actual), y se cree que fue tallada a finales del siglo XII. Otras cruces similares de la zona como las de Rathdown, también en el Contado de Wicklow, se encuentran en Rathmichael, Killegar y Shankill, y se conocen colectivamente como las "cruces de Fassaroe"; ya que probablemente fueron talladas por el mismo albañil.
Según la escritora inglesa Anne Plumptre (1760-1818), que estuvo con la familia Walker en St. Valery entre 1814 y 1815, la cruz fue llevada desde una cañada a Fassaroe, y se encontraba originalmente en el centro de un pequeño prado. Los peregrinos caminaban desde varios kilómetros a la redonda y existían muchos caminos que llegaban hasta la cruz.

## Descripción

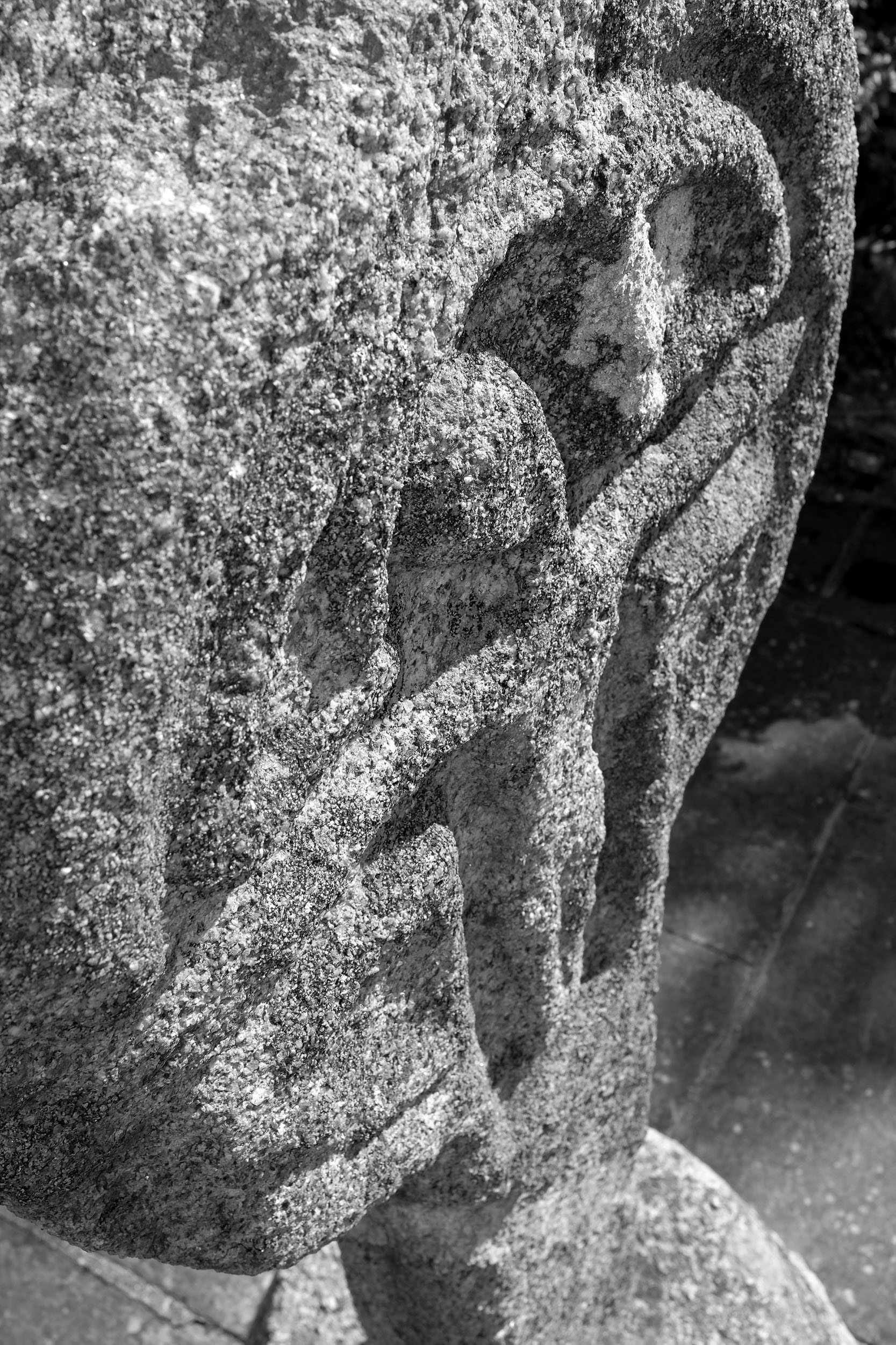
Detalle del frontal de la cruz

La cruz está tallada en granito con una banda de cuarzo y mide 1.42 metros de alto y 16 cm de ancho.
La cara oeste de la cruz presenta una crucifixión, mientras que la cara este tiene dos cabezas humanas muy desgastadas, ambas con barba y quizás una mitra. Hay otras dos cabezas en la cruz: una que sobresale del borde sur del anillo y otra que está situada en el lado noreste de la base.